# 김인두
김인두 (金印斗, 1897년 11월 25일 ~ 1946년 7월 12일)는 대한민국의 독립운동가이다.
 그의 아들은 김철수 장로이며, 손자는 백석대학교 신약신학 교수로 은퇴한 김정훈 박사이다.

## 활동
충청남도 서천군 마산면 안당리에서 태어난 김인두는 1919년 3.1 운동시에서 서천군 마산면 신장리시장에서 군중과 조선독립만세를 부르며 행진 치안을 방해 주모자가 경찰관 출장소에 끌려가자 군중 수백명을 지휘 경찰관 출장소를 공격하였다. 공주지방법원에서 1919년 5월 19일 판결하여 보안법위안및 소요 책임을 물어 징역 3년을 옥살하였다.

## 참고 문헌
- 충남의 독립운동가>(전 2권), 충청남도역사문화연구원
- 독립운동관련판결문, 행정안전부 국가기록원
- 김철수, 내 삶의 역정: 하늘에서 드리운 손잡고 넘고 또 넘었다. (도서출판 PE, 2004)

## 같이 보기
- 김정훈 (신학자)